# Carl Georg Siemens
Carl Georg Siemens, später Carl Georg von Siemens (* 4. Juni 1809 in Pyrmont; † 28. September 1885 in Neustadt Harzburg) war ein deutscher Technologe und Hochschullehrer aus der Familie Siemens.

## Leben
Siemens war Sohn des Herzoglich Braunschweigischen Amtsmannes und Erfinders Franz Ernst Siemens. Er erlernte zunächst die Landwirtschaft und verwaltete zwischen 1828 und 1832 Güter in Hannover. Nach längeren Reisen durch Böhmen, Mähren, Ungarn und Süddeutschland arbeitete er als Brennereiverwalter und errichtete 1837 die erste größere Zuckerfabrik mit Dampfeinrichtung in Braunschweig. 1838 wurde er Lehrer für landwirtschaftlich-technisches Gewerbe und Vorstand der chemisch-technischen Werkstatt an der Königlich Württembergischen land- und forstwirtschaftlichen Akademie zu Hohenheim. Dort wurde er 1839 Professor für Technologie. 1868 verkohlte und wiederbelebte er Knochenkohle in Öfen mit stehenden Retorten (sogenannte Hohenheimer Öfen), denen die Öfen von Schatten, Gits&DuRieux sowie Brison nachgebildet wurden. 1882 wurde er emeritiert und lebte fortan in Bad Harzburg. Für seine wissenschaftlichen Verdienste wurde er in den württembergischen persönlichen Adelsstand erhoben.

## Familie
Er war mit Ottilie Denzel (* 8. März 1812 in Heilbronn; † 18. Oktober 1882 in Charlottenburg) verheiratet. Ihre Tochter Antonie Siemens (* 16. September 1840 in Hohenheim; † 22. Dezember 1900 in Charlottenburg) war ab 1869 mit dem Erfinder und Unternehmensgründer Werner Siemens, einem Vetter dritten Grades von Carl Georg, verheiratet und erhielt durch ihn 1888 den preußischen Adelstand. Carl Georgs Brüder waren Gustav und Adolf Siemens. Die letzte Ruhestätte der Eltern und der Tochter befindet sich nach Umbettung im Siemensschen Erbbegräbnis auf dem Südwestkirchhof Stahnsdorf.

## Schriften
- Beschreibung einer neuen Vorrichtung zum Zerkleinern und Einmaischen von Kartoffeln. Stuttgart 1840.
- Die Lehranstalt für Land- und Forstwirtschaft in Hohenheim. Stuttgart 1842 (Mitautor)
- Friedrich Julius Otto: Lehrbuch der rationellen Praxis der landwirthschaftlichen Gewerbe. 3. u. 4. Auflage. 1851. Braunschweig 1849 und 1855 (Mitarbeit)
- Über die Destilir-Apparate nebst Beschreibung der neuesten Construction des Hohenheimer Dephlagmators. Ein Programm. Stuttgart 1850; urn:nbn:de:hbz:061:2-11129
- Üeber Fortschritte der Rübenzuckerfabrication. In: Riecke’s Wochenblatt für Land- und Forstwirtschaft, 1851, Nr. 1–7.
- Anleitung zum Branntweinbrennen, mit besonderer Berücksichtigung des kleineren Brennereibetriebes. Stuttgart 1853; 2. Auflage: 1851. Ravensburg 1870.
- Ueber die Gewinnung des Branntweins aus Zuckerrüben. In: Riecke’s Wochenblatt für Land- und Forstwirtschaft, 1854, Nr. 22.
- Beiträge zur Obstbenutzung. Ein Programm bei der Jahresprüfung an der land- und forstwirtschaftlichen Akademie zu Hohenheim. Stuttgart 1860
- Die Zuckerfabrikation, theoretisch und praktisch dargestellt. In: Sheridan Muspratt: Encyclopädie der technischen Chemie. Band 2. Braunschweig 1862 (mit Friedrich Stohmann); 2. Auflage: Braunschweig 1871 (mit H. Grothe)
- Supplemente zu Johann Joseph Prechtl’s Technologischer Encyclopädie. Stuttgart 1857–1869 (Mitarbeit)
- Für Branntweinsteuer und Spritfabrikanten. In: Riecke’s Wochenblatt für Land- und Forstwirtschaft, 1868, Nr. 17.
- Mittheilungen aus der landwirtschaftlich-technologischen Werkstatt in Hohenheim (Programm). Braunschweig 1869.
- Mittheilungen über die eingeführten, eigenthümlichen Neuerungen in der Brennerei, Brauerei & Stärkefabrikation. Braunschweig 1870.